# USA Network
USA Network (populärt kallat USA) är en amerikansk kabel-TV-kanal som startade 1971. Den hade i början mindre betydelse i basutbudet, men växte sedan i popularitet med framgångar som Monk, Psych, Burn Notice, Royal Pains, Covert Affairs, White Collar, WWE Raw, Suits, och repriser av Law & Order: Special Victims Unit och Law & Order: Criminal Intent. Man fortsatte även att, i syndikering, sända repriser av serier som House och NCIS. Man sänder också varietéfilms från Universal Studios bibliotek.

## Historia

### Tidiga år

Den första lototypen, använd från 3 januari 1979 till 7 juli 1996

USA Network debuterade den 8 september 1971, och sändes ursprungligen som Madison Square Garden Network (ej att förväxla med New York Citys regionala sportkanal med detta namn). Kanalen blev en av de första nationella kabel-TV-kanalerna då man valde att använda satellit i stället för mikrovågor. Ursprungligen sändes mycket collegeidrott och mindre populär proffsidrott, likt ESPN. Sändningarna började klockan 17.00 på vardagar, och runt middagstid på helgerna.
Den 3 januari 1979 ändrades namnet till USA Network då ägarskapet omorganiserats efter ett avtal av mellan UA-Columbia Cablevision och -MCA Inc./Universal City Studios. Under andra halvan det året började USA Network sända vid middagstid på vardagar och kom att sända pratprogram och barnprogrammet Calliope. Sportprogrammen började klockan 17.00 på vardagar, och sändes hela helgerna. Under andra halvan av 1981 började man sända dagligen klockan 06.00, med pratprogram och barnprogram runt middagstid, sport från middagstid och på vardagarna fram till klockan 15.00, pratprogram från klockan 15.00-18.00, och sedan sport igen från klockan 18.00.
1981 började Time, Inc. (som senare kom att gå samman med Warner Communications för att bli Time Warner) och Gulf+Westerns Paramount Pictures (senare del av Viacom) att köpa sig in. MCA/Universal och senare nämnda företag kom 1987 att bli enda ägare (50%). Under andra halvan av 1982 började kanalen sända dygnet runt, med en blandning av pratprogram, barnprogram och lågbudgetfilm från klockan 06.00 till 18.00. Man började blanda Hanna-Barbaras tecknade serier från 1960- och 70-talen på vardagskvällar klockan 18.00-19.00  i programblocket USA Cartoon Express, och sportprogram efter klockan 19.00 och sedan repriser på nätterna. På helgerna blandade man mellan film och gamla dramaserier samt pratprogram på morgonen och sport på eftermiddagen och kvällen. Nattetid sände man lågbudgetfilmer och kortfilmer samt musik i programmet Night Flight.
Mellan 1984 och 1986 började man alltmer överge idrotten och i stället fokusera på allmänna underhållningsprogram, samt mindre vanliga dramaserier och tecknade serier. En tradition blev eftermiddagsuppsättningen med repriser av lekprogram blandat med flera originallågbudgetproduktioner. Det började i oktober 1984 med repriser av The Gong Show och Make Me Laugh. I september 1985 började man åter sända lekprogram från 1970-talets mitt som  Jackpot, och en annan originalproduktion startade i september 1986: Love Me, Love Me Not. Fler program tillkom senare, som The Joker's Wild, Tic-Tac-Dough, Press Your Luck, High Rollers, och Hollywood Squares med John Davidson, samt Wipeout, Face the Music, och Name That Tune. En annan originalproduktion startade i juni 1987, Bumper Stumpers. Till en början sände man bara i en timme, men sändningarna utökades kommande år. 1989 sände man lekprogram från middagstid till klockan 17.0. fem dagar i veckan.

### 1990-talet
Traditionen med lekprogram fortsatte in i 1990-talet med $25,000 and $100,000 Pyramids, The Joker's Wild och Tic-Tac-Dough samt andra berömda program som Scrabble, Sale of the Century, Talk About och, Caesars Challenge. Dessutom började två originalproduktioner i juni 1994: Free 4 All och Quicksilver
Programblocket minskades i september 1991 till enbart tre timmar, från 14.00 till 17.00. En extra timme lades dock till i mars 1994. I november 1994 gick man återigen tillbaka till två timmar, från klockan 14.00 till 16.00 
I oktober 1995 lades lekprogram-blocket ner; och ersattes med ett programblock vid namn USA Live, som sände repriser av Love Connection och The People's Court, med direktsändningar mellan programmen, men detta block avskaffades kring 1997. Vissa av lekprogrammen kunde senare ses i Game Show Network (GSN).
Den 24 september 1992 startade man systerkanalen Sci Fi Channel, som i juli 2009 bytte namn till Syfy. 1997, tre år efter fusionen Paramount-Viacom, sålde företaget sin andel i kanalen till Universal (vilka, tillsammans med MCA, genomfört förändringar på ägarsidan två gånger tidigare under 1990-talet: till Matsushita 1991, och sedan till Seagrams 1995, det senare företaget antog 1997 namnet Universal Studios för sin mediaavdelning). Seagrams/Universal sålde kanalerna till Barry Diller.
I september 1998 lade man ner USA Action Extreme Team (som tidigare varit USA Cartoon Express i 16 år) och därmed slutade man sända repriser av tecknade TV-serier för barn. Man ersatte det med "USAM", som marknadsförde sig som Primetime Comedy in the Morning ("Komedi på bästa sändningstid på morgonen"). Här fanns främst situationskomedier som avbröts innan man nådde fram till 100 avsnitt och för en tid, även 1989–1994 års avsnitt av Bob Sagets America's Funniest Home Videos. Programblocket avskaffades 2001. Kanalen samsände också ekonominyheter och med informationskanalen Bloomberg TV under de tidiga morgontimmarna från 05:00–08:00 ET/PT; samsändningen flyttades till E! 2004 innan den togs bort från kanalen 2007. Kanalen var tvåa ut i USA att samsända program från  Bloomberg Television, numera avslocknade American Independent Network samsände från kanalen i mitten av 1990-talet.

### 2000-talets första decennium

Logotyp som användes från 2001 till 2004.

År 2000 köpte USA Networks upp Canada's North American Television, Inc. (delat ägarskap mellan CBC och Power Corporation of Canada), ägare till kanel-TV-kanalerna Trio och Newsworld International (CBC fortsatte med NWI fram till 2005, då amerikanska ägaren Vivendi sålde kanalen till en grupp ledd av Al Gore, som återlanserade den som Current TV).
2001 sålde USA Networks filmerna och de program som inte var shopping-TV (inklusive USA Network, Sci Fi Channel, Trio channel, USA Films (senare återskapat som Focus Features) och Studios USA) till Vivendi Universal.
2003 kom General Electrics NBC överens om att köpa 80% av Vivendi Universals Nordamerika-baserade filmunderhållning, inklusive Universal Pictures och Universal Television Group i ett mångmiljard-US-dollar-köp, och det sammanslagna företaget antog namnet NBC Universal.
2004 tog NBC Universal officiellt över som ägare av USA Network och dess syster-kabelkanaler (förutom Newsworld International, vilket nämnts ovan).
2006 började kanalen sända Psych, som blev kanalens mest långlivade originalserie. 
USA Network lanserade en HD-version av kanalen i 1080i den 3 oktober 2007. vilken senare blev tillgänglig via DirecTV, Dish Network, och andra kabel-TV-system,
NBC Universal meddelade, innan NBC meddelade programmen för 2007–2008 den 13 maj 2007 att Criminal Intent skulle få en sjunde säsong. De nya avsnitten skulle börja sändas under andra halvan av 2007, med repriser senare under säsongen i NBC, troligtvis för att fylla i programhål som skapats då vissa serier inte började sändas. Fastän detta inte är första gången en serie flyttats till kabel-TV (så tidigt som  1987, flyttades NBC:s Alfred Hitchcock Presents till USA Network), men det var första gången som avsnitt ur en serie som flyttades till kabel-TV kom att fortsätta sändas under första originalvisningsperioden. Den 7 december 2007 meddelades att USA Network skulle fortsätta sända nya avsnitt av WWE Monday Night Raw fram till 2010. USA Networks originalproduktion Burn Notice debuterade också 2007.
2008 meddelades att kanalens nya originalproduktion In Plain Sight, med Mary McCormack, som handlade om United States Marshals arbete för Witness Protection Program. Inspelningen gjorde i Albuquerque, New Mexico. Programmet sändes första gången den 1 juni 2008 med kanalens bästa tittarsiffror sedan  Psych debuterade 2006 med 5,3 miljoner tittare.
Under tidigt 2009 skaffade sig USA Network rättigheterna för 24 filmer från Universal Pictures för 200 miljoner $. Bland filmerna fanns Milk, Frost/Nixon, Duplicity, State of Play, Land of the Lost and Funny People. Den 18 januari 2009 var House den dramaserie i USA Network med högst tittarsiffror, före både Law & Order: Special Victims Unit och Law & Order: Criminal Intent, med In Plain Sight, Monk och NCIS.
Monk (som återkom för sista säsongen) och Psych återkom fredagen den 7 augusti 2009. Monk avslutades fredagen den 4 december 2009. Psych stannade fredagen den 16 oktober 2009 upp mitt i säsongen och återstående avsnitt av säsong 4 började sändas i januari 2010. Serien White Collar startade fredagen den 23 oktober 2009 med höstfinal fredagen den 4 december 2009 (med säsongsfinalen av Monk).

### 2010-talet
2010 började USA Network sända originalproduktioner på vardagskvällarna. Efter säsongspausen 2009–2010 började Burn Notice sända kvarstående avsnitt av säsong 3 på torsdagskvällarna klockan 22:00 östtid/21:00 centraltid medan säsong 4 började under våren-sommaren 2010. White Collar återkom, liksom kvarstående avsnitt av säsong 1 på ny sändningstid; tisdagar klockan 22:00 östtid/21:00 centraltid. Psych återkom på ny sändningstid; onsdagar klockan 22:00 östtid/21:00 centraltid.
2011 överfördes kontrollen och det mesta av ägandeskapet av dåvarande moderbolaget NBCUniversal från General Electric till Comcast.